# Gin con jugo
El gin con jugo (AMÉ) o gin con zumo (ESP) es un cóctel afrutado hecho de ginebra y uno o varios jugos de frutas como jugo de lima o jugo de limón, jugo de pomelo, jugo de manzana, jugo de naranja y opcionalmente jarabe de azúcar.
Este cóctel inspiró la canción «Gin and Juice» de Snoop Dogg. La letra de la canción «California Gurls» de Katy Perry tiene una referencia al gin con jugo: "Sippin' gin and juice, laying underneath the palm trees".